# Димитриос Барлаутас
Димитриос Барлаутас (на гръцки: Δημήτριος Μπαρλαούτας) е гръцки просветен деец от XVIII – XIX век, участник в Гръцката война за независимост.

## Биография
Димитриос Барлаутас е роден в средата на XVIII век в македонския град Енидже Вардар, който тогава е в Османската империя. Занимава се с просветна дейност и преподава в няколко гръцки училища в Южна Македония. През по-голямата част от живота си преподава в училището в Негуш. Сред учениците му е Зафиракис Теодосиу. Отговаря за библиотеката на Негуш, която по това време наброява 3000 тома. В 1821 година приема в дома си в Негуш Димитриос Ипатрос, който организира в града комитет на Филики Етерия. По време на гръцката революция от 1821 година взима участие в Негушкото въстание. Успява да спаси част от библиотеката, като я укрива в подземие. По-късно по-голямата част от оцелелите книги попада в ръцете на протестантски мисионери. В 1822 година е обезглавен от турците след падането на Негуш.